# Le Silence des innocents
Pour plus de détails, voir Fiche technique et Distribution.
Le Silence des innocents (titre DVD) ou Mise en accusation (titre TV) (Indictment: The McMartin Trial aux Etats-Unis) est un téléfilm américain réalisé par Mick Jackson et diffusé le 20 mai 1995 sur HBO. Il est basé sur l'affaire de l'établissement préscolaire McMartin.
Il a remporté 2 Golden Globes en 1996, et a été nommé à de nombreuses reprises.

## Synopsis
Un avocat risque sa carrière et sa réputation pour défendre les Mc Martin qui sont accusés d'abus sexuel ritualisé sataniste sur des enfants. Le procès durera six années.

## Fiche technique
- Date de sortie :
  - USA : 20 mai 1995
  - France : 19 juin 2002[2] sur RTL9
- Réalisateur : Mick Jackson
- Scénariste : Abby Mann et Myra Mann
- Société de production : Abby Mann Productions
- Producteur : Abby Mann
- Costumes : Shay Cunliffe
- Décors : Susan Emshwiller
- Direction artistique : David Lazan
- Musique : Peter Rodgers Melnick
- Photo : Rodrigo García
- Langue : anglais
- Lieu de tournage : Los Angeles
- Genre : Film dramatique, Thriller

## Distribution
- James Woods (VF : Guy Chapellier) : Danny Davi
- Mercedes Ruehl (VF : Pascale Jacquemont) : Lael Rubin
- Lolita Davidovich (VF : Frédérique Cantrel) : Kee McFarlane
- Sada Thompson : Virginia McMartin
- Henry Thomas (VF : Xavier Béja) : Ray Buckey
- Shirley Knight : Peggy Buckey
- Mark Blum : Wayne Satz
- Alison Elliott : Peggy Ann Buckey
- Chelsea Field : Christine Johnson
- Joe Urla : Glenn Stevens
- Scott Waara : Dean Gits
- Valerie Wildman : Diana Sullivan
- Richard Bradford : Ira Reiner
- Roberta Bassin : Judy Johnson
- Patricia Belcher : Juré #1
- Gabrielle Boni : Tara
- Kathy Brock : Sybil Brand Deputy
- Betsy Brockhurst : Angry Parent
- Dennis Burkley : George Freeman
- Katsy Chappell : Denise
- Richelle Churchill : Secrétaire
- Sally Crawford : Betty Raidor
- James Cromwell : Juge Pounders
- Miriam Flynn : Juge Bobb

## Récompenses
- Golden Globe de la meilleure actrice dans un second rôle dans une série, une mini-série ou un téléfilm pour Shirley Knight dans le rôle de Peggy Buckey
- Golden Globe de la meilleure mini-série ou du meilleur téléfilm